# Porte de Reuilly
La porte de Reuilly est une porte de Paris située dans le quartier de Bercy dans le 12e arrondissement.

## Situation et accès
La porte de Reuilly est une porte de Paris très annexe et relativement proche de la porte Dorée qui correspond à la zone de l'est du 12e arrondissement située sur le boulevard Poniatowski, au niveau de la rue Claude-Decaen. Elle se trouve à 300 m au sud de la porte Dorée et 300 m au nord de la porte de Charenton.

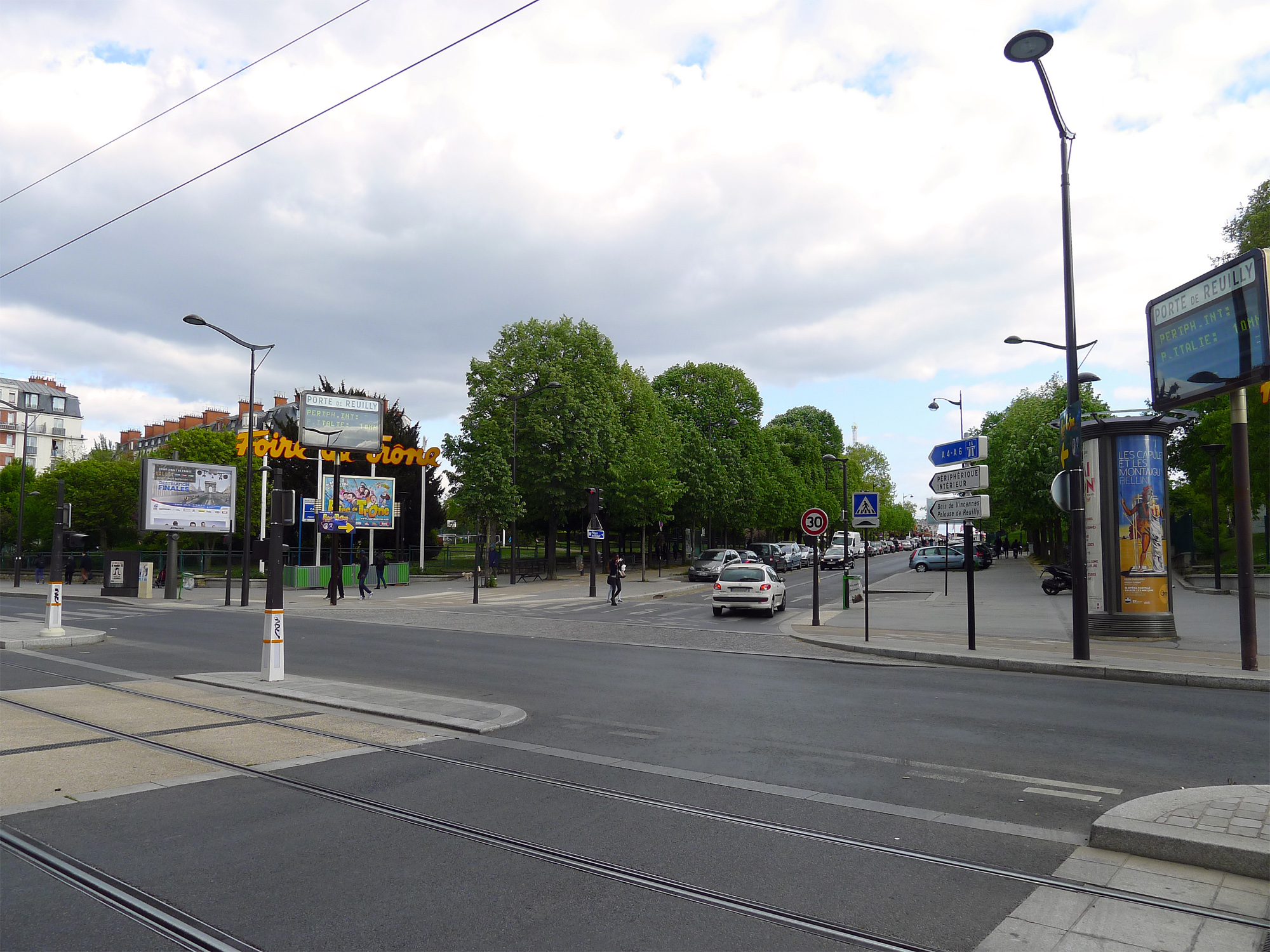
Porte de Reuilly, en direction de la pelouse de Reuilly.

Elle constitue l'accès le plus direct à la pelouse de Reuilly (par la place du Cardinal-Lavigerie) et à l'ensemble du complexe sportif du boulevard Poniatowski.
La porte de Reuilly est située à 300 mètres des stations Porte Dorée et Porte de Charenton desservies par la ligne 8 du métro et par la ligne T3a du tramway.

## Historique
Au XVIIIe siècle, l’emplacement était occupé par une réserve à gibier, appelée remise des groseilliers.